# Дни защиты от экологической опасности
Дни защиты от экологической опасности — экологическая акция в России, приводящаяся ежегодно с 15 апреля по 5 июня.
Бурное развитие экологического образования и просвещения во второй половине XX, начале XXI вв. стало реакцией мировой общественности и специалистов на ухудшение экологической обстановки в мире, быстрое истощение природных ресурсов. Экологический кризис побудил человечество к поиску решения проблем загрязнения окружающей среды. По словам выдающегося учёного В. И. Вернадского важнейшая задача каждого жителя Земли состоит в том, чтобы научиться «управлять собой в отношениях с природой».
Экологическое образование и просвещение получили международное признание как важнейшие средства решения проблем охраны природы. Эти вопросы отражены в целом ряде международных научных конференций, в том числе в решениях Конференции ООН по окружающей среде и развитию в Рио-де-Жанейро (1992), к которым присоединилась и Россия.
Важную роль в системе экологического просвещения в России играют Дни защиты от экологической опасности, которые ежегодно проходят в России с 15 апреля по 5 июня.

## Истории
История возникновения Дней защиты интересна и поучительна тем, что изначально, в 1993 г. инициаторами их проведения выступили общественные организации (Всероссийская ассоциация регионов с неблагоприятной экологической обстановкой, Интерсоцэкофонд, Союз «Чернобыль», Всероссийское общество охраны природы и др.), а также Минприроды России, СМИ и другие организации. Дни защиты показывают, что именно общественность может дать в России импульс развитию многих творческих начинаний, а совместными усилиями специалистов, общественности и государственных органов можно добиться значительных положительных результатов.
Проведение Дней защиты поддержали Президент и Правительство Российской Федерации, Государственная Дума. К настоящему времени Дни защиты проводятся в России ежегодно с 15 апреля по 5 июня в соответствии с Постановлением Правительства Российской Федерации от 11 июня 1996 г № 686 «О проведении Дней защиты от экологической опасности». Девиз Дней защиты: «Экология — Безопасность — Жизнь». Их проведение стало доброй традицией, которая отражает стремление миллионов людей жить в согласии с природой. Российским опытом заинтересовались и за рубежом. В 1996 году проведены «Первые Дни экологической безопасности на Чешской земле», «Первые Дни экологической безопасности на Китайской земле».

## Организация
Многие мероприятия в рамках Дней защиты становятся уже традиционными. Среди них — международные экологические акции, которые отмечаются во многих странах мира: «Всемирный день воды», «Международный День птиц», «Всемирный День Земли», «Марш парков» и т. д.
Интересными и эффективными мероприятиями стали Круглые столы, на которых с участием экологической общественности рассматриваются как местные, так и глобальные природоохранные проблемы.
Перспективным опытом является участие в Днях защиты музеев. Благодаря гармоничному сочетанию вопросов экологии и культуры можно достичь высоких результатов в деле экологического просвещения подрастающего поколения, формирования этического и эстетического отношения к природе.
Большую роль в проведении Дней защиты и в экологическом просвещении населения играют средства массовой информации. Проводятся прямые эфиры на радио и телевидении. В прямых эфирах участвуют специалисты природоохранных органов, природоохранной прокуратуры, общественных организаций. Радиослушатели и телезрители имеют возможность задать любой вопрос и получить квалифицированный ответ.
В проведении Дней защиты активно участвуют общественные организации. Их деятельность направлена на повышение гражданской позиции и уровня экологического самосознания населения. Ведь сама идея проведения Дней защиты — это общественная инициатива, получившая государственную поддержку. Общественные организации проводят целый ряд интересных природоохранных мероприятий. Среди них такие акции, как: «Возрождение дубрав», «Озеленение», «Дети за безъядерное будущее», а также конкурсы рисунков и природоохранных плакатов и т. д.

## Трудности
Несмотря на имеющиеся опыт и достижения, существуют некоторые объективные и субъективные факторы, затрудняющие проведение Дней защиты. Среди них: частые реорганизации природоохранных органов, которые ведут к потере квалифицированных кадров; постоянные изменения экологического законодательства; некоторое снижение интереса общества к проблемам экологии по сравнению с временами начала перестройки; снижение общего уровня культуры в обществе и как следствие — снижение экологической культуры.
Прослеживается тенденция последовательного ограничения организаторских функций, а также полномочий по экологическому контролю органов государственной власти субъектов Российской Федерации и некоторые расширения полномочий органов местного самоуправления при явном дефиците их нормативно-правовой базы и недостаточных финансовых возможностях.
При изменении базовых экологических нормативно-правовых актов приоритет отводится не охране и восстановлению природных ресурсов России, а созданию условий для их ускоренной приватизации.
В связи с этим роль Дней защиты, как эффективного механизма по охране окружающей среды ещё более возрастает.
Наиболее перспективным направлением дальнейшего развития Дней защиты является гармоничное сочетание вопросов экологии и культуры, имеющих самое прямое отношение к формированию нового сознания и мышления россиян XXI века. Полезным опытом в этом отношении может служить межрегиональная встреча государственных и общественных организаций «Охраним жемчужины человеческого творения» (Музей истории города Ярославля, 2-4 марта 2006 г.).
Представляют огромный интерес учение о ноосфере нашего выдающегося соотечественника В. И. Вернадского. Оно способно дать новый импульс развитию системы экологического образования и просвещения. Академик РАН А. Л. Яншин писал: «Для проведения исследований по экологии человека требовалась теоретическая основа. Такой основой сначала русские, а потом и зарубежные исследователи признали учение В. И. Вернадского о биосфере и неизбежности её эволюционного превращения в сферу человеческого разума — ноосферу».
При переходе Российской Федерации к устойчивому развитию принципиальное значение приобретает разрушение старых, укоренившихся в сознании людей стереотипов потребительского отношения к природе. Экологические образование и просвещение служат основой формирования гуманистически ориентированного мировоззрения людей и должно стать всеобщим и непрерывным.
В случае широкого развития системы экологического образования и просвещения прогнозы развития человеческой цивилизации, данные академиком РАН А. Л. Яншиным, могут стать реальностью: «Верится, что широкое экологическое образование будет способствовать превращению биосферы в сферу человеческого разума — ноосферу, при вступлении в которую всё человечество поймет, что оно есть часть этой ноосферы, и будет стремиться не к уничтожению, а к расширению и умножению природных богатств».
Дни защиты от экологической опасности, образно говоря, играют роль своеобразного камертона в процессе формирования экологического мышления.

## Информационное обеспечение
Перечень некоторых интернет-сайтов, рекомендуемых организаторам и участникам акции «Дни защиты от экологической опасности» для информационного обеспечения
- Официальный сайт Министерства природных ресурсов РФ; Архивная копия от 26 мая 2015 на Wayback Machine
- Всероссийский экологический портал; Архивная копия от 15 июня 2008 на Wayback Machine
- Каталог экологических сайтов; Архивная копия от 11 октября 2009 на Wayback Machine
- Охрана природы и ресурсосбережение ГОСТы;
- Федерация экологического образования, г. Санкт-Петербург;
- Федерация независимых профсоюзов России; Архивная копия от 27 марта 2022 на Wayback Machine
- ИМЦ «Экспертиза» Роспотребнадзора; Архивная копия от 17 октября 2016 на Wayback Machine
- МЧС России; Архивная копия от 28 марта 2022 на Wayback Machine
- Дни защиты в Кемеровской области. Портал «Экология и природные ресурсы Кемеровской области» Архивная копия от 13 января 2010 на Wayback Machine